# Fernando Abarca de Boléa e Galloz
  Fernando Abarca de Boléa e Galloz  (Saragoça, Espanha Século XV — ?) foi um nobre aragonês, muito erudito na poesia e na historia. Foi conselheiro de Afonso V de Aragão e em 1447 embaixador na Corte de Castela. 
Foi mordomo-mor do príncipe Aragon Carlos de Trastámara e Evreux, a quem sempre foi prestou bons serviços em todos os acontecimentos da sua vida atribulada.
Foi filho de D. Inigo Abarca de Boléa e Portugal e casou com D. María de Portugal, neta do Infante D. João de Portugal.

## Escreveu
- "Contraholle de la casa del Senyor Princep continent toda la espensa del plato", publicado em 1461.
- Um Códice
- Varias poesías